# Mistrovství Československa jednotlivců na klasické ploché dráze 1950
Mistrovství Československa jednotlivců na klasické ploché dráze 1950 se skládalo z 6 závodů.

## Závody
- Z1 = Bratislava - 7. 5. 1950
- Z2 = Pardubice - 11. 6. 1950
- Z3 = Brno - 18. 6. 1950
- Z4 = Třinec - 2. 4. 1950
- Z5 = Ostrava - 8. 10. 1950
- Z6 = Plzeň - 15. 10. 1950

## Výsledky

### Celkové výsledky
| Pořadí | Jméno            | Klub | Body           | Body celkem |
| ------ | ---------------- | ---- | -------------- | ----------- |
| 1.     | Rudolf Havelka   |      | 9,10,10,10,6,9 | 54          |
| 2.     | Miloslav Špinka  |      | 10,8,7,8,9,10  | 54          |
| 3.     | Hugo Rosák       |      | 8,6,7,9,10,8   | 48          |
| 4.     | Karel Kadlec     |      | 7,7,8,6,4,4    | 36          |
| 5.     | Jan Lucák        |      | 5,9,6,-,8,7    | 35          |
| 6.     | Václav Stanislav |      | 6,4,3,7,7,6    | 33          |
| 7.     | František Fiala  |      | 4,5,4,?,?,5    | 24          |
| 8.     | Josef Tůma       |      | ?,?,?,?,?,3    | 13          |
| 9.     | Ferdinand Jánský |      | 3,3,5,?,?,-    | 11          |
| 10.    | Jan Kolda        |      | 1,2,-,?,?,-    | 8           |